# Мамедханов, Анар Джамал оглы
Анар Джамал оглы Мамедханов (азерб. Anar Camal oğlu Məmmədxanov; 20 июля 1970, Баку — 23 апреля 2011, Баку) — азербайджанский общественный деятель, депутат Национального собрание Азербайджана первого, второго и третьего созывов, капитан команды КВН «Парни из Баку», академик ЕАТР.

## Биография
Анар Мамедханов родился 20 июля 1970 года в Баку. Окончил бакинскую среднюю школу № 160, после чего в 1987 году поступил на механико-математический факультет Азербайджанского государственного университета. В 1988 году создал знаменитую команду «Парни из Баку», а с 1991 года стал президентом Бакинского городского КВН. 
Анар Мамедханов был самым молодым депутатом за всю историю Азербайджана. Он трижды избирался в Милли Меджлис от 1-го Сураханского округа № 19 в 1995, 2000 и 2005 годах как независимый кандидат.
Чемпион Высшей лиги КВН 1992-го года, финалист Высшей лиги КВН 1993-го года, обладатель Летнего кубка КВН (1995), чемпион турнира десяти лучших команд XX века (2000).
Был одним из организаторов первого чемпионата мира по «Что? Где? Когда?», прошедшего в 2002 году в Баку.
Скончался в Баку на 41-м году жизни из-за проблем с сердцем. Отец одного сына и двух дочерей.

## Фильмография
- 2007 — «Однажды на Кавказе» (Азербайджан — Россия, режиссёр — Д. Имамвердиев, президент Бакинского клуба авторской песни).
- Фильм об Анаре Мамедханове "Капитан"